# Phoneyusa efuliensis
Phoneyusa efuliensis là một loài nhện trong họ Theraphosidae.
Loài này thuộc chi Phoneyusa. Phoneyusa efuliensis được miêu tả năm 1990 bởi Smith.